# ماتسورا سیزان
ماتسورا سیزان (به ژاپنی: 松浦 静山 Matsura Seizan) یا ماتسورا کیوشی (به ژاپنی: 松浦 清 まつら きよし); ۷ مارس ۱۷۶۰ – ۱۵ اوت ۱۸۴۱) دایمیو، مقاله‌نویس و شمشیرزن معروف در دوره ادو ژاپن بود. سیزان یکی از شاگردان مکتب شمشیرزنی شینگیوتو-ریو ایبا هیدئاکی بود که در آن سیزان به عنوان یک استاد شناخته می‌شد. سیزان پس از دریافت آخرین نسخه از مکتب شینگیوتو ریو، نام جوزیشی را برای خود برگزید.
سیزان مقالات زیادی در مورد هنر شمشیرزنی نوشت، از جمله جوزیشی کندان و کنکو. آثار سیزان به عنوان اسناد مهمی در تاریخ شمشیرزنی ژاپنی در نظر گرفته می‌شوند. او در جوزیشی کندان از انمی ریو میاموتو موساشی نام می‌برد، اما دانش شخصی خود از این سبک را انکار می‌کند.